# Bleu d'Auvergne
Il bleu d'Auvergne (blu d'Alvernia) è un formaggio di latte vaccino a pasta erborinata prodotto nel Massiccio Centrale, in Francia.
Dal 1975 questo formaggio gode dell'appellation d’origine contrôlée A.O.C. e dal giugno 1996, a livello europeo, la denominazione Bleu d'Auvergne è stata riconosciuta denominazione di origine protetta (DOP) e il suo disciplinare di produzione modificato nel 2008.
Nel cuore del Massiccio Centrale, la zona di produzione del Bleu d'Auvergne si estende in due dipartimenti (Puy-de-Dôme e Cantal) e in vari cantoni limitrofi (nell'Aveyron, la Corrèze, l'Alta Loira, le Lot, la Lozère).

## Descrizione
Il formaggio si presenta in forma cilindrica, con un diametro di 20 cm e un peso che va dai 2 ai 3 kg.
Una volta affettato, il Bleu d'Auvergne mostra una pasta di colore bianco avorio, cremosa, con striature di colore blu o verde tipiche della muffa, il cui fiorire naturale si fa notare anche nella colorazione della crosta, che può avere riflessi dello stesso colore.

## Storia
È a circa 40 chilometri a ovest di Clermont-Ferrand che il Bleu d'Auvergne ha guadagnato una certa fama nel corso degli anni.
È nato nella metà del 1850, grazie alle osservazioni fatte da un contadino e fabbricatore di formaggio di Auvergne, Antoine Roussel, che notò come l'apparizione di muffe rendesse gradevole il sapore del formaggio. A quel tempo egli mise insieme del caglio assieme a pane di segale in un sacco, facendovi poi fece numerosi fori con un ago. L'aria che entrò nei fori facilitò la formazione di muffa; così nacque il primo Bleu d'Auvergne. Successivamente si notò come fosse utile sfruttare le risorse naturali della regione: per la perfetta e lenta maturazione del formaggio, questo veniva conservato nelle numerose grotte naturali del luogo. La maturazione dura circa quattro settimane.

## Fabbricazione
Per 150 anni, Bleu d'Auvergne ha mantenuto una tradizione di fabbricazione e di raffinazione insostituibile che gli conferisce un sapore generoso e rustico.
Realizzato quasi esclusivamente con latte vaccino, è mescolato con penicillium, che ne determina il caratteristico colore blu. Viene messo in stampi rotondi, per poi passare alla fase di salatura, che avviene a mano: il sale viene sparso sul formaggio, che in seguito penetra gradualmente nella polpa.
L'ossigeno è indispensabile per la formazione del colore blu. Il Bleu d'Auvergne viene punto con aghi prima di essere posto in cantina per la maturazione, per facilitare la ventilazione fin nella parte più interna della forma stessa. Gli aghi da calza del passato hanno da tempo lasciato il posto a un meccanismo di cucitura.
In seguito, per almeno quattro settimane il formaggio viene lasciato a maturare in un luogo fresco, come in cantine umide, permettendogli di acquisire la morbidezza e il gusto caratteristici.
Per produrre una forma di Bleu d'Auvergne servono dai 20 ai 25 litri di latte.